# Tourisme dans les Landes
 (juin 2018).

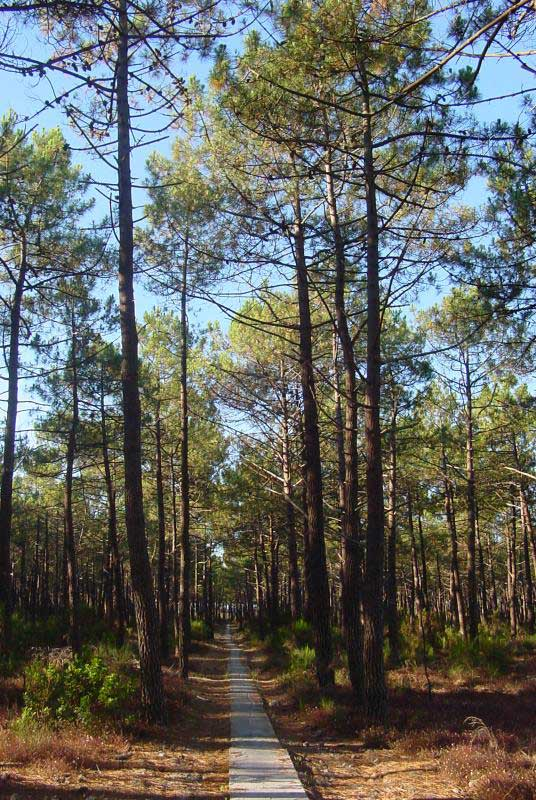
Piste cyclable des Landes, émaillée de garbayes

Avec une fréquentation annuelle moyenne de 21 millions de nuitées, le tourisme est une ressource majeure du département des Landes.

## Côte d'Argent
Avec 106 km de plage, le littoral landais constitue la plus grande plage de sable fin d'Europe. Le tourisme landais se concentre majoritairement sur les zones côtières constitutives de la Côte d'Argent, où la renommée des conditions de surf a fait le tour du monde (plusieurs épreuves par an). Les principales stations balnéaires du département sont (du Nord au Sud) : 

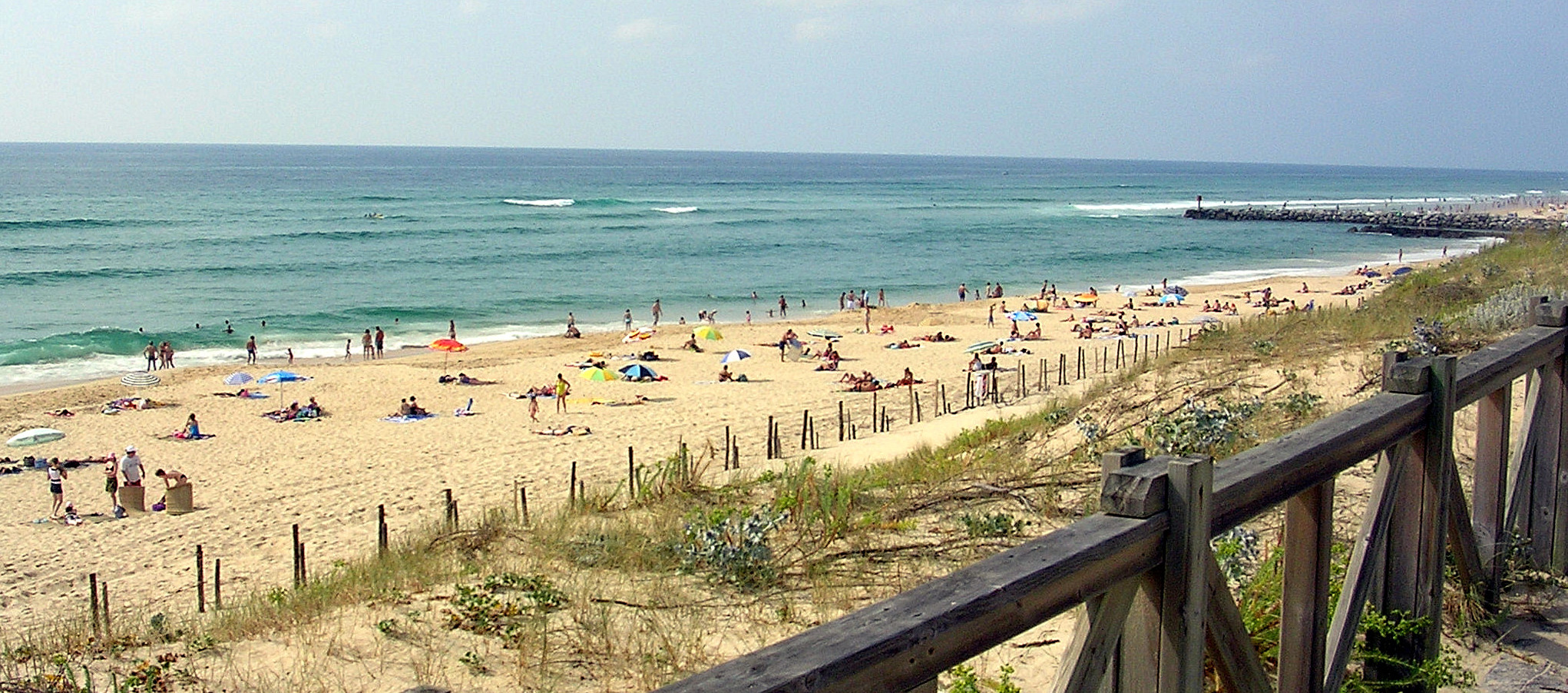
Plage de la Côte d'Argent

- Biscarrosse
- Mimizan
- Contis
- Lit-et-Mixe
- Vielle-Saint-Girons
- Moliets-et-Maa
- Messanges
- Vieux-Boucau-les-Bains
- Seignosse
- Hossegor
- Capbreton
- Labenne
- Ondres
- Tarnos

## Stations thermales
Le thermalisme attire de nombreux curistes. Le département compte les stations thermales de :
- Dax : première station thermale de France avec plusieurs hôtels comme l'hôtel des Baignots
- Eugénie-les-Bains (premier village minceur de France) autour des sources d'Eugénie-les-Bains
- Préchacq-les-Bains
- Saint-Paul-lès-Dax
- Saubusse-les-Bains

## Gastronomie
Voir la gastronomie des Landes

### Spécialités culinaires

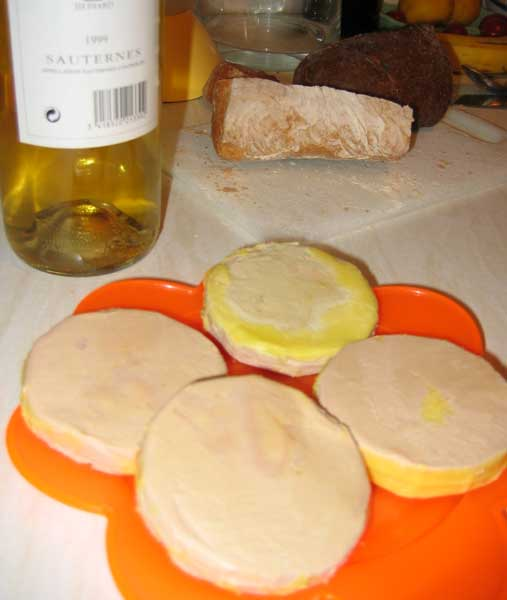
Foie gras et Sauternes

- l'asperge des sables des Landes (IGP)
- le foie gras
- la salade landaise
- le bœuf de Chalosse (IGP)
- le canard fermier des Landes
- le confit de canard
- l'escaoudoun landais
- le salmis de palombe
- les volailles des Landes (IGP)
- amou
- la cruchade
- le kiwi de l'Adour (IGP)
- les merveilles
- le millas
- la tourtière
- le pastis landais

### Vins
- Le tursan (AOVDQS) ;

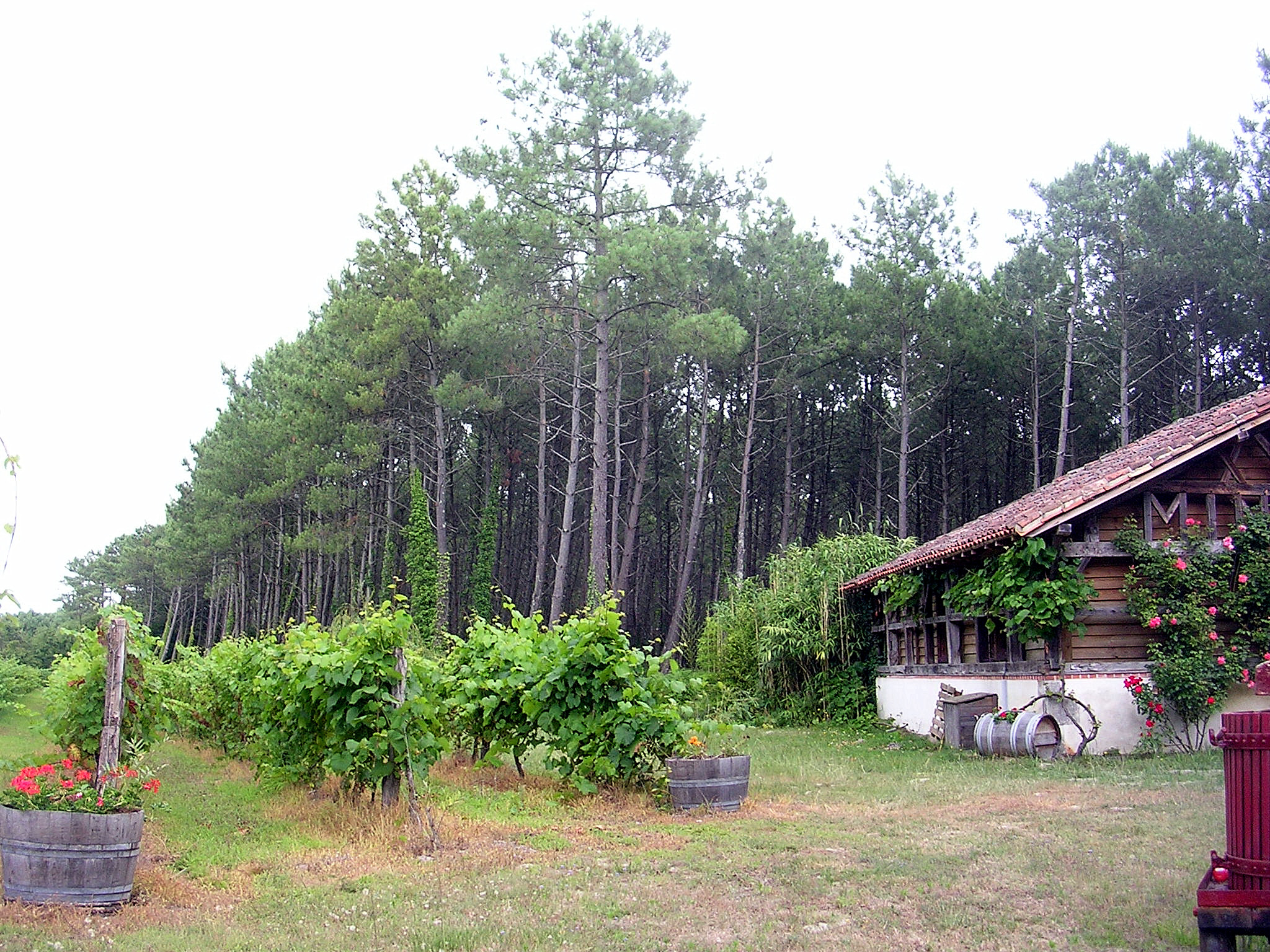
Ferme, forêt et vignoble à Messanges.

- les vins de pays de terroirs landais, parmi lesquels le vin des sables et les coteaux de Chalosse ;
- les côtes-de-saint-mont partagés avec le Gers ;
- l'armagnac (AOC armagnac, bas-armagnac et blanche-armagnac) ;
- le floc de Gascogne (AOC-AOP).

### Fermes auberges
- Michel Guérard, à Eugénie-les-Bains

## Pèlerinage

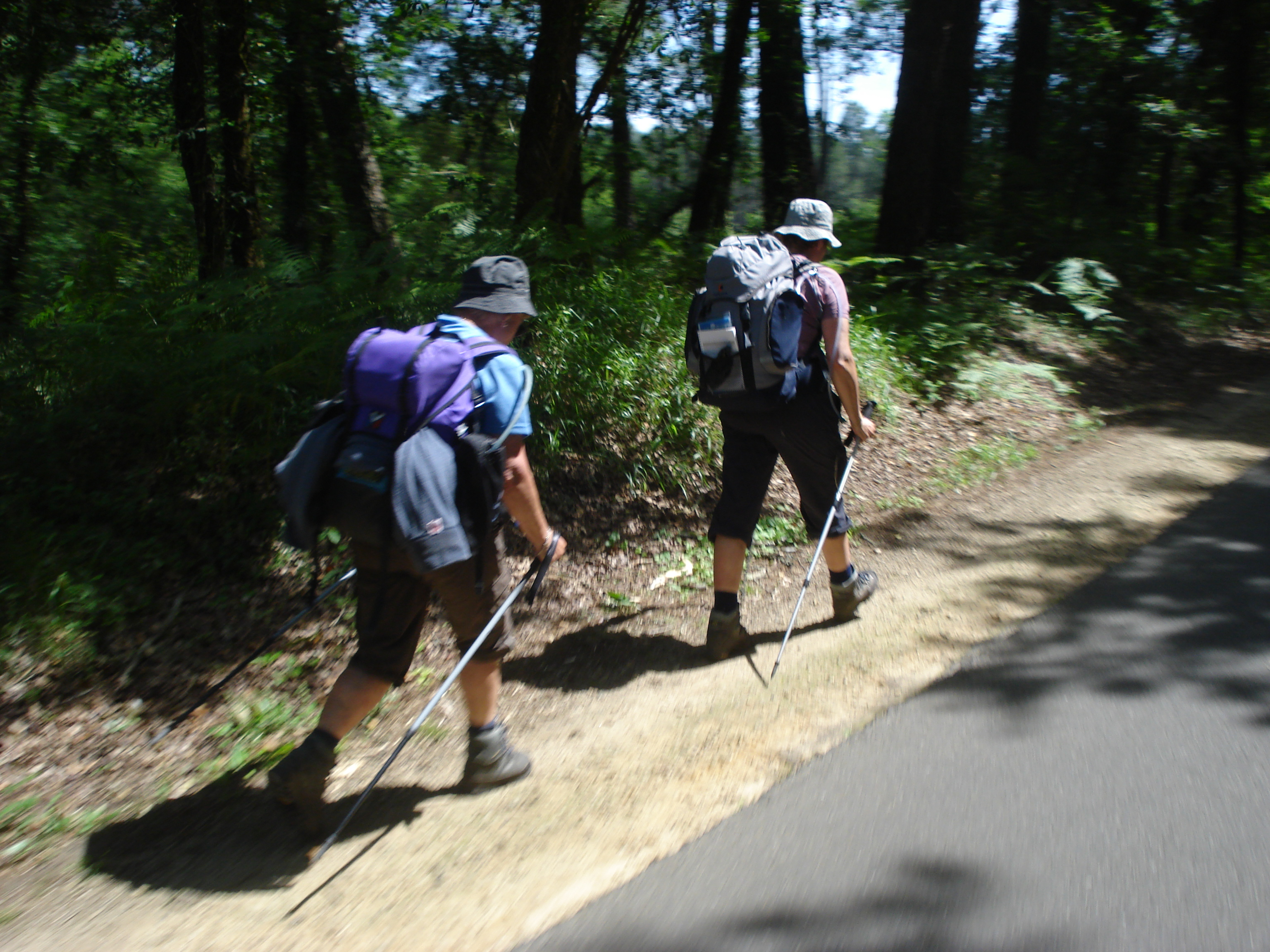
Pèlerins sur la voie limousine près de Bougue

Avec 425 km de chemins le traversant, le département des Landes est celui qui possède le nombre de kilomètres le plus élevé de chemins de Saint-Jacques. Trois des quatre chemins historiques du pèlerinage de Saint-Jacques-de-Compostelle le traversent :
- via Lemovicensis, au départ de Vézelay
- via Podiensis, au départ du Puy-en-Velay
- via Turonensis, au départ de Tours

Ces chemins sont inscrits au patrimoine mondial de l'UNESCO depuis 1998. 
À cela s'ajoute la voie de Soulac. Au total, ces sentiers passent par 120 communes. Le balisage récent de ces chemins médiévaux tend à dynamiser une nouvelle forme de tourisme.
Le Guide du Pèlerin, rédigé au XIIe siècle et attribué à Aimery Picaud, donne du département actuel la description suivante :
« Si par hasard tu traverses les landes en été, prends soin de préserver ton visage des mouches énormes qui foisonnent là-bas et qu'on appelle guêpes ou taons ; et si tu ne regardes pas tes pieds avec précaution, tu t'enfonceras rapidement jusqu'au genou dans le sable marin qui là-bas est envahissant ».

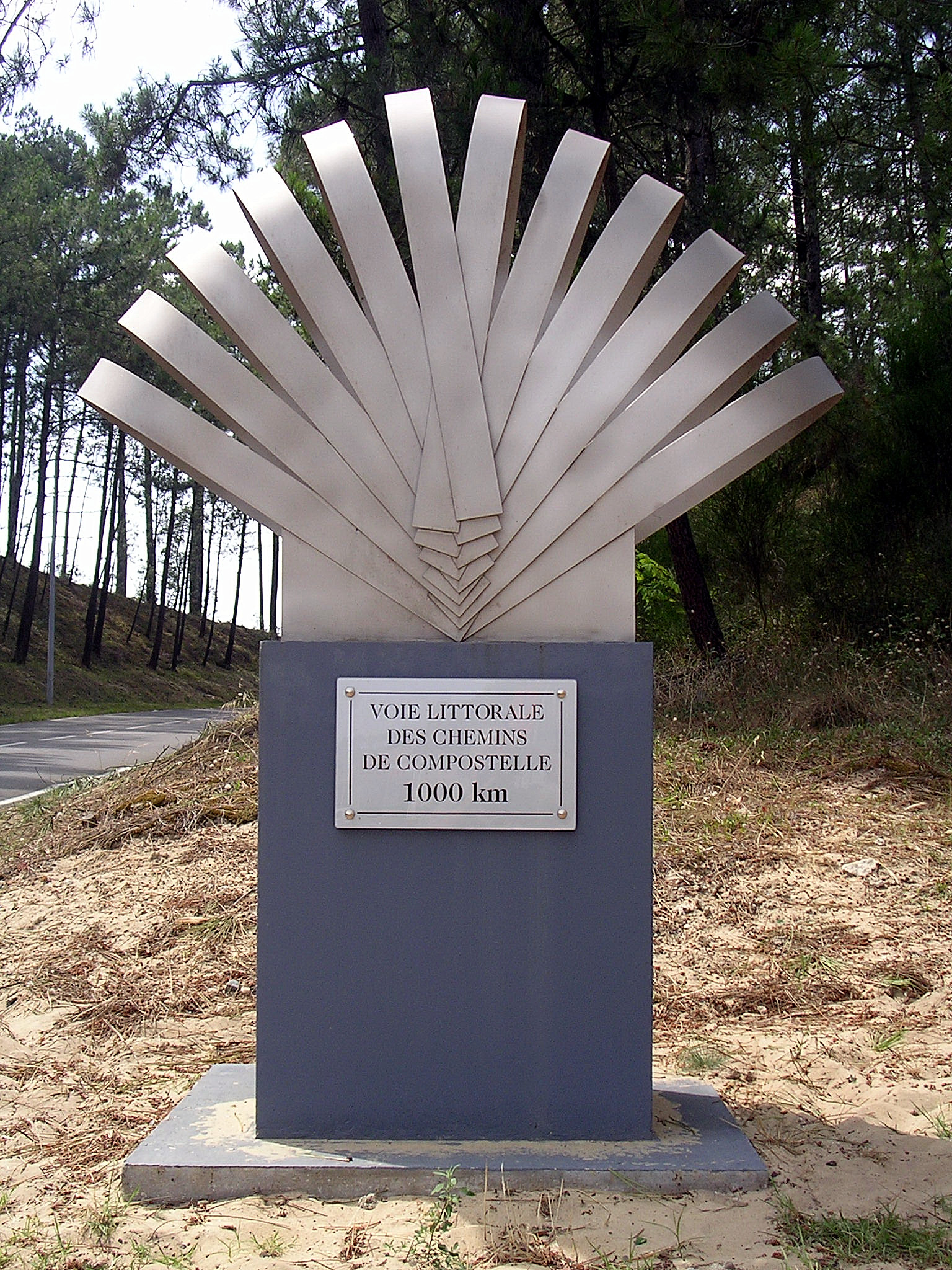
Borne des 1 000 km de Saint-Jacques à Mimizan, sur la voie de Soulac
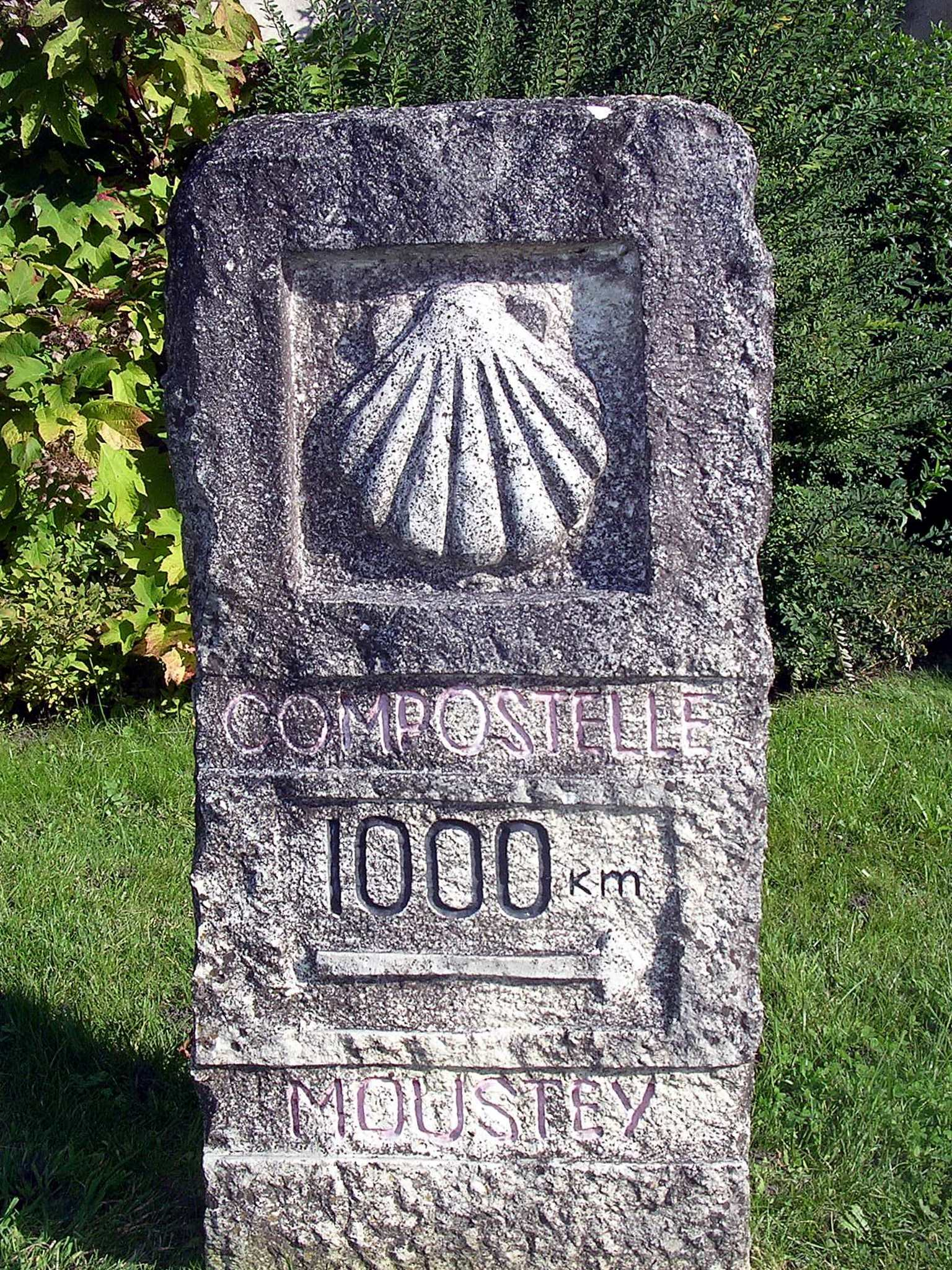
Borne des 1 000 km de Saint-Jacques à Moustey, sur la voie de Tours
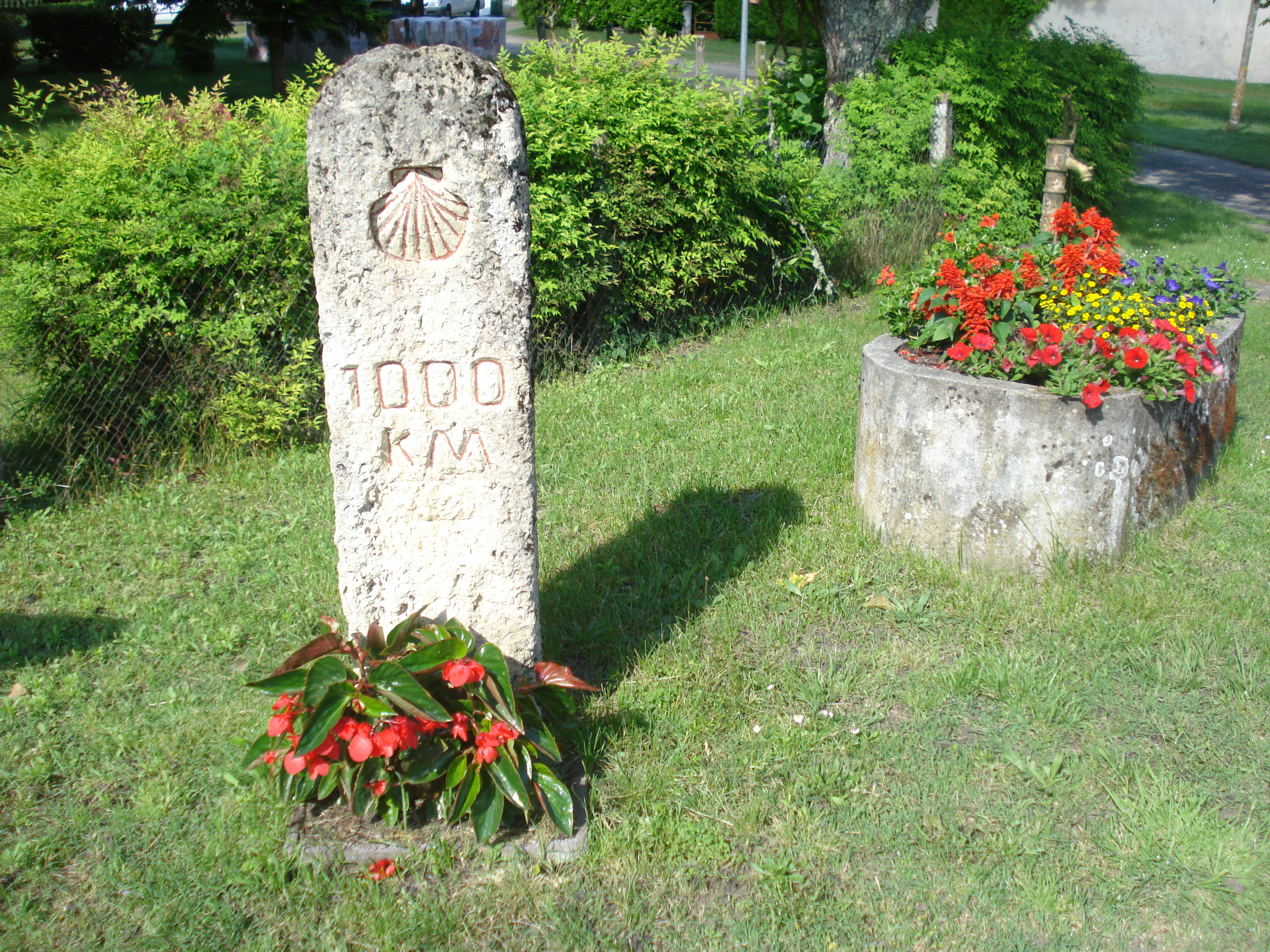
Borne des 1 000 km de Saint-Jacques à Retjons, sur la voie de Vezelay

## Sites UNESCO
En plus des chemins historiques de Saint-Jacques, quatre sites étapes majeurs landais ont été inscrits sur la liste du patrimoine mondial de l'humanité la même année :
- l'église Sainte-Quitterie d'Aire
- le clocher porche de Mimizan
- l'abbaye de Saint-Sever
- l'abbaye Saint-Jean de Sorde et son ancien monastère bénédictin du XVIIe siècle, avec sa grange batelière (cryptoportique)

## Patrimoine religieux
Le département compte 438 églises pour un total de 331 communes (voir la Liste des églises des Landes) et plus de 200 fontaines de dévotion sur les 2000 recensées en France (voir les fontaines des Landes).
Le département compte deux cathédrales (la cathédrale Notre-Dame de Dax et la cathédrale Saint-Jean-Baptiste d'Aire) qui, avec nombre d'abbayes des Landes et d'églises, sont inscrites ou classées au titre des Monuments historiques dans les Landes.
Les trois sanctuaires sportifs, alliant ferveur religieuse et sportive, sont une originalité du département : Notre-Dame-du-Rugby (Larrivière-Saint-Savin), Notre-Dame-des-Cyclistes (Labastide-d'Armagnac) et Notre-Dame-de-la-Course landaise (Bascons).
La maison de naissance de Vincent de Paul se situe sur la commune de Saint-Vincent-de-Paul.

## Bastides

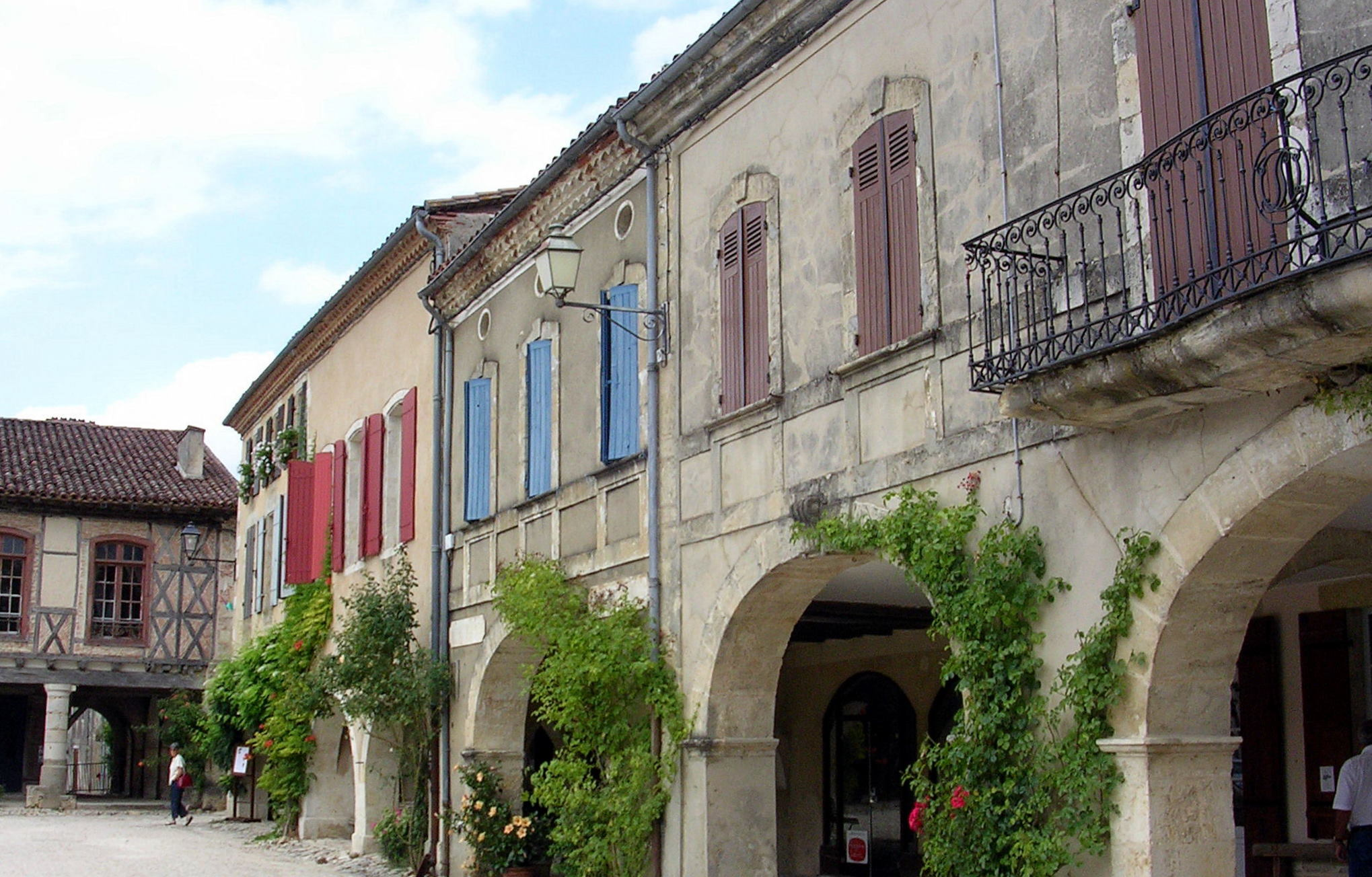
Labastide-d'Armagnac

Les 30 bastides médiévales dans les Landes sont :
Baigts - Betbezer-d'Armagnac - Bonnegarde - Buanes - Castandet - Cazères-sur-l'Adour - Coudures - Duhort-Bachen - Geaune - Grenade-sur-l'Adour - Hastingues - Hontanx - Labastide-Chalosse - Labastide-d'Armagnac - Miramont-Sensacq - Montfort-en-Chalosse - Montégut - Pimbo - Port-de-Lanne - Roquefort - Saint-Gein - Saint-Geours-d'Auribat - Saint-Justin - Saint-Sever - Sarron - Sorde-l'Abbaye - Souprosse - Toulouzette - Villenave - Villeneuve-de-Marsan

## Nature
- la Forêt des Landes est le plus grand massif forestier d'Europe.
- Chasse à la palombe, bécasse, canard etc.
- Pêche
- Sites ornithologiques : la Réserve Naturelle d'Arjuzanx, l'un des plus importants mieux d'observation des Grues Cendrées de novembre à février ; le Marais d'Orx à Labenne ; la Réserve Naturelle de l'Etang Noir à Seignosse.
- Parc régional des Landes de Gascogne
- Grands lacs landais
- Courant landais
- Canoë sur la Leyre
- Le Site du Moulin de Poyaller, à Mugron, et son parc animalier situé de part et d'autre de la rivière qui alimente le Moulin à eau, en fonctionnement.

## Châteaux Landais

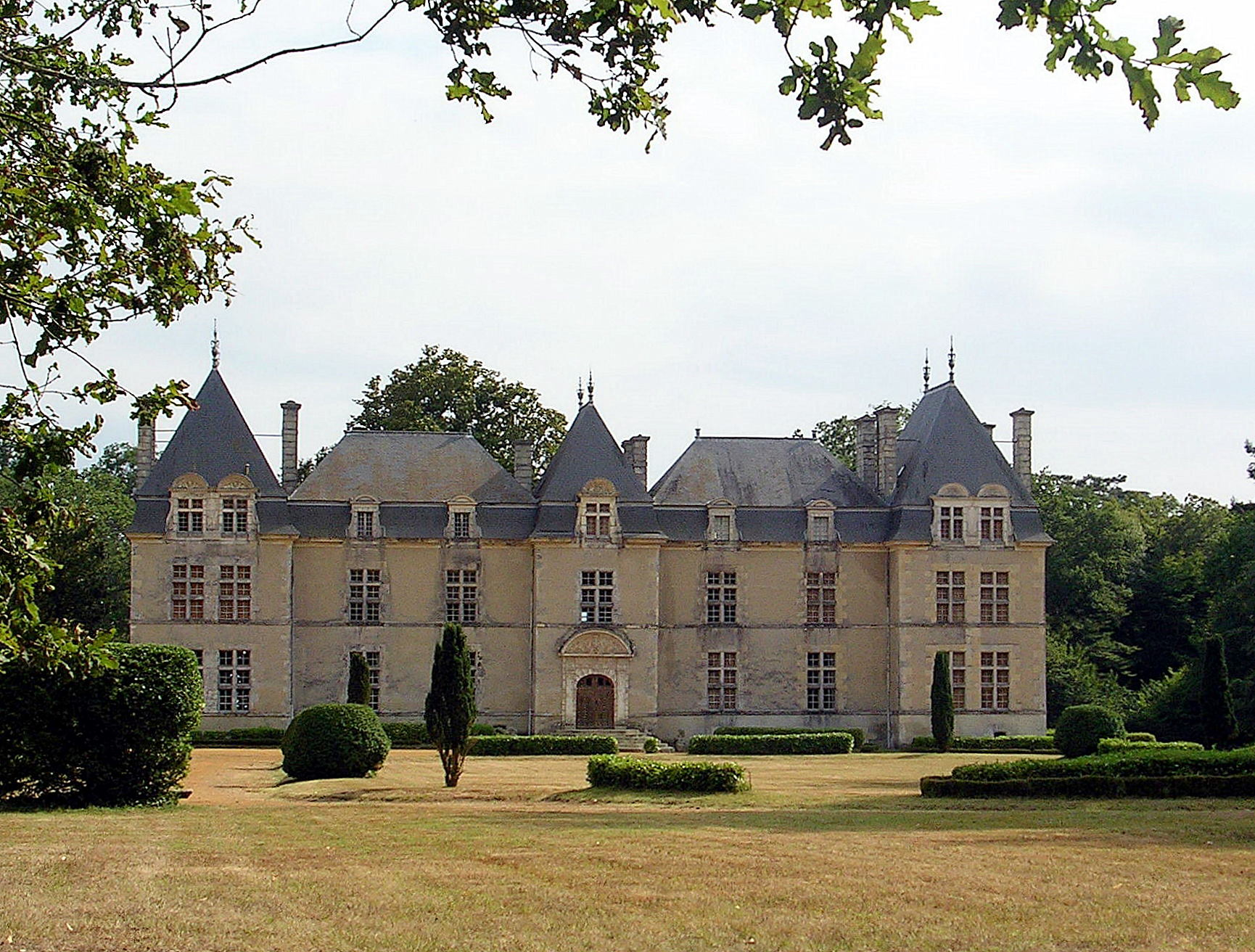
Façade du château de Ravignan à Perquie

Parmi la liste des châteaux des Landes, les plus remarquables sont :
- le château de Castillon qui a accueilli Théophile Gautier et lui a inspiré le début de son roman Le Capitaine Fracasse
- le château de Gaujacq, et ses serres horticoles
- le château de Labrit, berceau des seigneurs d'Albret
- Montfort-en-Chalosse, et ses productions agricoles (bœufs de Chalosse, vins etc)
- l'ancien château de Nolibos et le donjon Lacataye à Mont-de-Marsan
- Perquie, son château de Ravignan de style Louis XIII et sa production d'Armagnac
- le château de Rochefort-Lavie à Belhade
- le château Woolsack, ancienne propriété du duc de Westminster.

## Fêtes et manifestations
De nombreuses villes et villages organisent des fêtes en période estivale. Les manifestations les plus importantes ont lieu :

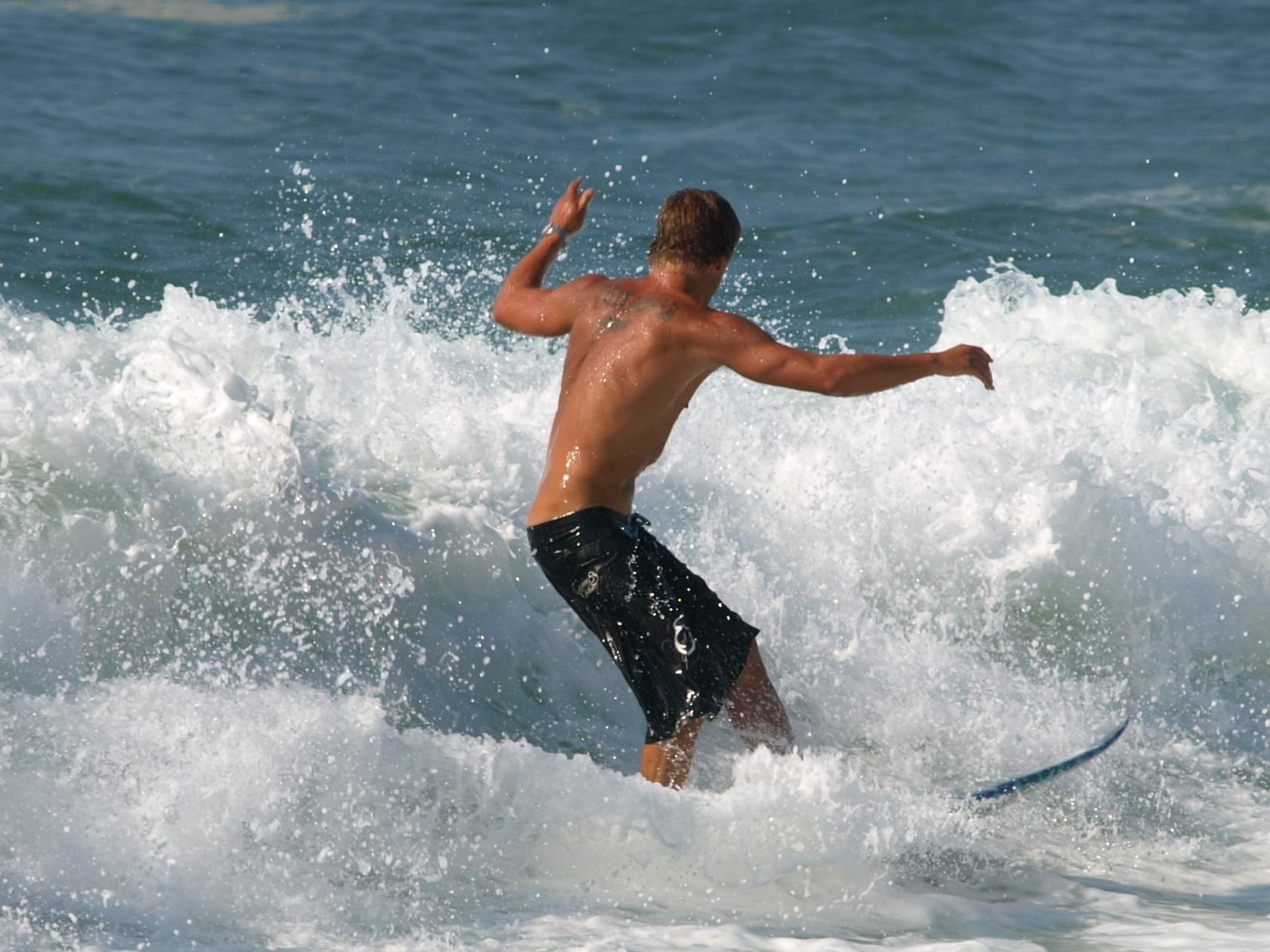
Quiksilver Pro France

- à Mont-de-Marsan : fêtes de la Madeleine la troisième semaine de juillet, précédées du festival d'art flamenco.
- à Dax : les fêtes de Dax ont lieu la deuxième semaine d'août. La ville s'anime de nouveau avec Toros y Salsa en septembre.
- à Saint-Vincent-de-Tyrosse, la quatrième semaine de juillet.
- à Soorts-Hossegor : Quiksilver Pro France, la quatrième semaine de septembre

Par ailleurs, chaque année le Comité Départemental du Tourisme des Landes mobilise l’ensemble des acteurs touristiques départementaux pour proposer une opération événementielle : le Printemps des Landes.
Pendant 15 jours, à l’occasion des vacances de Pâques, un programme de 300 animations est proposé sur l’ensemble du département. Un accueil privilégié est réservé aux enfants avec près de 70 animations qui leur sont entièrement dédiées.
En 2010, ce sont plus de 480 animations, dont la grande majorité gratuites, qui sont proposées pour faire découvrir les talents du département des Landes.

## Musées
- Liste des musées des Landes

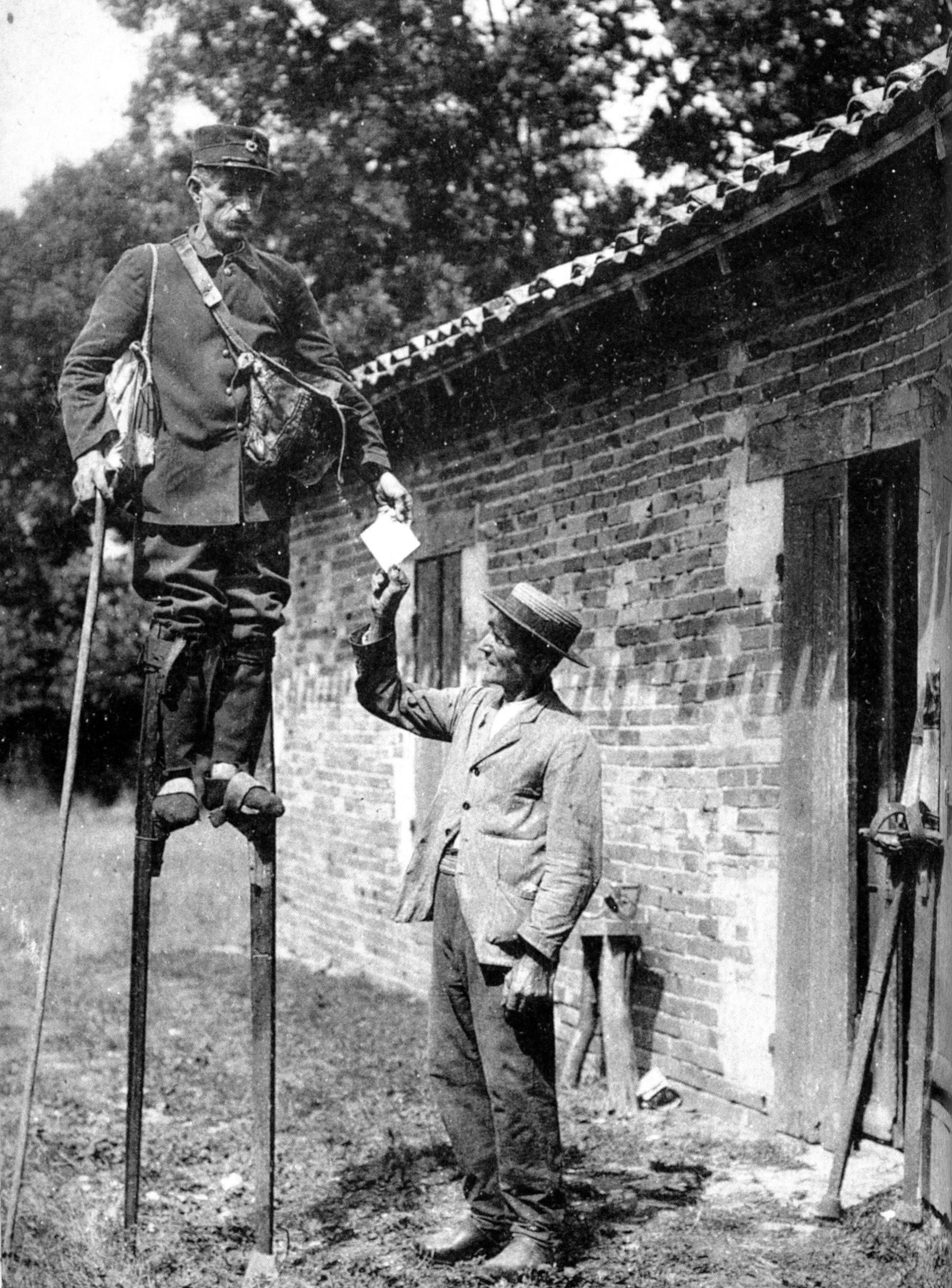
Facteur landais sur échasses

- Le musée Despiau-Wlérick, le seul en France consacré exclusivement à la sculpture moderne figurative, abrite les œuvres de Charles Despiau et Robert Wlérick.
- L'Écomusée de la Grande Lande retrace la vie des bergers landais au XIXe siècle, avant que le système agro-pastoral landais disparaisse au profit de la plantation du massif forestier.
- Le musée Félix Arnaudin à Labouheyre.
- Le musée départemental de la faïence et des arts de la table à Samadet
- Le musée de la Chalosse présente un domaine agricole et viticole typique du XIXe siècle

## Cyclisme
L'EuroVelo 1 (EV1) ou eurovéloroute de la côte Atlantique est un aménagement cyclable européen de type véloroute long de 8 186 km. Il traverse les communes landaises de Biscarrosse, Parentis-en-Born, Gastes, Sainte-Eulalie-en-Born, Mimizan, Contis, Vielle-Saint-Girons, Léon, Moliets-et-Maâ, Messanges, Vieux-Boucau-les-Bains, Soustons, Seignosse, Soorts-Hossegor, Capbreton, Labenne, Ondres, Tarnos.